# قطن زغبي
قطن زغبي (الاسم العلمي: Gossypium hirsutum)، المعروف أيضًا باسم قطن النجدي أو القطن المكسيكي، هو أكثر أنواع القطن المزروعة على نطاق العالم. على الصعيد العالمي، نحو 90٪ من إجمالي إنتاج القطن من أصناف مشتقة من هذا النوع. الولايات المتحدة، أكبر مصدر للقطن الزغبي في العالم، يشكل نحو 95٪ من إجمالي إنتاج القطن. موطنه الأصلي المكسيك وجزر الهند الغربية وشمال أمريكا الجنوبية وأمريكا الوسطى وربما فلوريدا الاستوائية.
تظهر الأدلة الأثرية من وادي تيهواكان في المكسيك أن زراعة هذا النوع منذ فترة طويلة تصل إلى 3500 قبل الميلاد، على الرغم من عدم وجود دليل حتى الآن على المكان الذي ربما دُجن فيه لأول مرة. هذا هو أقدم دليل على زراعة القطن في الأمريكتين عُثر عليه حتى الآن.
يشتمل القطن الزغبي على عدد من الأصناف أو الأصناف الهجينة ذات أطوال متفاوتة من الألياف والتفاوتات في عدد من ظروف النمو. تسمى الأصناف الأطول «طويل التيلة النجدي» والأصناف الأقصر طولًا يشار إليها باسم «قصير التيلة النجدي». تعد الأصناف طويلة التيلة هي الأكثر زراعة على نطاق واسع في الإنتاج التجاري.
بالإضافة إلى محاصيل الألياف، فإن القطن الزغبي والقطن العشبي هما النوعان الرئيسيان المستخدمان لإنتاج زيت بذرة القطن.
يستخدم شعب زوني هذا النبات لصنع الملابس الاحتفالية، ويحول الزغب إلى حبال ويستخدم في الاحتفالات.
يُنتج هذا النوع رحيق خارج الأزهار.

## المرادفات
- Gossypium barbadense var. marie-galante (G. Watt) A. Chev., Rev. Int. Bot. Appl Agric. Trop. 18:118. 1938.
- Gossypium jamaicense Macfad., Fl. Jamaica 1:73. 1837.
- Gossypium lanceolatum Tod., Relaz. cult. coton. 185. 1877.
- Gossypium marie-galante G. Watt, Kew Bull. 1927:344. 1927.
- Gossypium mexicanum Tod., Ind. sem. panorm. 1867:20, 31. 1868.
- Gossypium morrillii O. F. Cook & J. Hubb., J. Washington Acad. Sci. 16:339. 1926.
- Gossypium palmeri G. Watt, Wild cult. cotton 204, t. 34. 1907.
- Gossypium punctatum Schumach., Beskr. Guin. pl. 309. 1827.
- Gossypium purpurascens Poir., Encycl. suppl. 2:369. 1811.
- Gossypium religiosum L., Syst. nat. ed. 12, 2:462. 1767.
- Gossypium schottii G. Watt, Wild cult. cotton 206. 1907.
- Gossypium taitense Parl., Sp. Cotoni 39, t. 6, fig. A. 1866.
- Gossypium tridens O. F. Cook & J. Hubb., J. Washington Acad. Sci. 16:547. 1926.

## روابط خارجية
- Cotton Botany at Cotton Inc.

قالب:WestAfricanPlants